# Église Notre-Dame-de-l'Immaculée-Conception de Liège
Pour les articles homonymes, voir Église de l'Immaculée-Conception.
L'église Notre-Dame-de-l'Immaculée-Conception, connue également sous les noms d'église des Rédemptoristes, église des Carmes et église Saint-Gérard, est une église du XVIIe siècle de style baroque située dans le quartier Hors-Château à Liège. C'était l'église de l'ancien couvent des Carmes déchaussés.

## Historique
Le couvent des Carmes déchaussés s'établit en Hors-Château à Liège dès 1618 mais, à la suite d'un incendie survenue en 1630, la construction de l'église n'est achevée qu'en 1655 et consacrée à sainte Thérèse et saint-Joseph.
Vendue sous la Révolution, l'église fut rachetée par les anciens carmes et devient en 1838 la propriété des Pères Rédemptoristes qui la rénovent et la rendent au culte sous le vocable de Église Notre-Dame-de-l'Immaculée-Conception. Elle fut inaugurée par Mgr Van Bommel le 9 décembre 1839.
Elle est ensuite consacrée à Saint Gérard en 1889. En 1964, les Rédemptoristes la cédèrent au collège Saint-Barthélemy.
Elle est aujourd'hui propriété de la ville de Liège et si la façade est restaurée dans le début des années 2000, l'intérieur n'est pas encore rénové. Une partie du bâtiment est utilisée par l'école d'hôtellerie de la Ville de Liège.

## Translation de sainte Alénie
Afin de récompenser la rénovation réalisée par les Pères Rédemptoristes en 1838-1839, le pape Grégoire XVI fait don à l'église du corps de sainte Alénie, martyre, découvert dans la catacombe de Priscille, à Rome en 1840. Les reliques placées dans un corps de cire attira la grande foule lors de son exposition à l'église du 12 février au 15 février 1843. La sainte est mise dans un cercueil de verre sous la table de l'autel principal, où elle se trouve encore aujourd'hui,. 

## Architecture

### Façade à trois étages
La façade de cet édifice consiste en trois étages surmontés de corniches et d'architraves. Le centre du premier est occupé par le portail placé entre six colonnes facées et couronné de deux lions de sable, par Jean Del Cour, supportant anciennement les armoiries du prince-évêque Maximilien-Henri de Bavière. Deux niches sont ménagées entre les colonnes et deux fenêtres destinées à éclairer les nefs latérales. Aux deux extrémités de la corniche sont de petits minarets terminés par des étoiles. Le second étage, plus étroit, est aussi orné de colonnes, au milieu desquelles un vitrail éclaire la grande nef. Les extrémités sont embellies de volutes sur lesquelles reposent deux vases. Le troisième étage, encore plus petit que les deux premiers, soutient un fronton; le milieu est occupé par une grande niche où se trouve une statue de saint. Cette façade ressemble à celle de toutes les églises construites dans nos provinces par l'ordre des jésuites.

### Intérieur de trois nefs
L'intérieur se compose du chœur, du transept et des trois nefs; celle du milieu est plus élevée que les deux nefs latérales, qui sont assez étroites. Les piliers qui soutiennent la voûte sont couronnés de blasons. Une galerie est pratiquée dans l'espace qui sépare les fenêtres de la grande nef des arcades formant les nefs latérales. Les feuillages et les autres ornements en relief qui décorent les murs sont assez simplement exécutés.
Le chœur est éclairé par deux rosaces latérales; à chacun des côtés de l'autel est une large tribune, pratiquée dans le mur et fermée par des rideaux; c'était anciennement là que les carmes venaient assister aux offices; et plus tard destinées aux novices. Le dallage est très fin, et l'autel était baroque. Le jubé, le balustre, et les confessionnaux, étaient placés provisoirement.